# A Welded Friendship
A Welded Friendship è un cortometraggio muto del 1913 diretto da Lem B. Parker. Sceneggiato da J.G. Nattinger e prodotto dalla Selig Polyscope Company, il film aveva come interpreti Harold Lockwood, Kathlyn Williams, Henry Otto, Al W. Filson, Fernando Gálvez, Baby Lillian Wade.

## Produzione
Il film fu prodotto dalla Selig Polyscope Company.

## Distribuzione
Distribuito dalla General Film Company, il film - un cortometraggio di 246,28 metri - uscì nelle sale cinematografiche statunitensi il 6 maggio 1913. Nelle proiezioni, veniva programmato con il sistema dello split reel, accorpato in un'unica bobina con un altro cortometraggio prodotto dalla Selig, il documentario Hatching Chickens.